# Лунёв, Дмитрий Валерьевич
Дми́трий Вале́рьевич Лунёв (10 сентября 1971, Магнитогорск — 18 июля 2020) — российский тренер по боксу и спортивный функционер. Осуществлял тренерскую деятельность начиная с 1992 года, подготовил ряд титулованных спортсменов, в том числе его учеником был бронзовый призёр Игр доброй воли Дмитрий Дягилев. Заслуженный тренер России (1999). Президент Федерации бокса Магнитогорска, вице-президент Федерации бокса России.

## Биография
Дмитрий Лунёв родился 10 сентября 1971 года в городе Магнитогорске Челябинской области. В молодости сам активно занимался боксом, однако каких-то существенных успехов не добился и уже в 1992 году перешёл на тренерскую работу.
Как тренер подготовил ряд титулованных боксёров, добившихся успеха на международной арене. Так, его учеником был мастер спорта международного класса Дмитрий Дягилев, бронзовый призёр Игр доброй воли в Нью-Йорке, чемпион мира среди военнослужащих, многократный победитель и призёр первенств национального значения. Также Лунёв воспитал победителя молодёжного первенства России Дмитрия Митрофанова. Принимал участие в подготовке таких известных магнитогорских боксёров, как Ислам Тимурзиев и Максим Халиков. За выдающиеся достижения на тренерском поприще в 1999 году удостоен почётного звания «Заслуженный тренер России».
В 1995 году Дмитрий Лунёв возглавил Федерацию бокса Магнитогорска и впоследствии оставался на этой должности в течение многих лет, в частности в 2005 году принимал активное участие в организации чемпионата России в Магнитогорске. В 2007 году занял пост вице-президента Федерации бокса России, стал руководителем межрегионального бюро Федерации бокса России в Уральском федеральном округе. С 2008 года — президент всероссийского центрального клуба бокса «Динамо». В период 2010—2012 годов отвечал за координацию деятельности национальной спортивной сборной команды России по боксу, затем являлся вице-президентом по вопросам АИБА. В 2011—2013 годах входил в комиссию Всемирной серии бокса АИБА. Член исполнительного комитета Федерации бокса России.